# X Ambassadors
X Ambassadors ist eine US-amerikanische Alternative-Rock-Band aus Brooklyn.

## Bandgeschichte
Die Brüder Sam und Casey Harris waren schon aus der Kindheit mit Noah Feldshuh bekannt. Am College gründeten sie dann eine gemeinsame Band und gingen nach der Schulzeit nach New York. Dort trafen sie den Schlagzeuger Adam Levin und traten zu viert ab 2010 als X Ambassadors auf. Sie kamen bei Interscope Records unter und veröffentlichten schon nach zwei Jahren ihre erste EP mit dem Titel Love Songs, Drug Songs beim Major-Label Universal. Als Gast waren sie 2013 auf der Marshall Mathers LP 2 von Eminem vertreten. Doch es dauerte noch ein weiteres Jahr, bis sie in Zusammenarbeit mit Jamie N Commons und dank eines Werbespots für die Beats-Kopfhörer von Dr. Dre ihren Durchbruch hatten. Das darin verwendete Lied Jungle wurde nicht nur in den USA ein Charthit, sondern kam auch in die Top 50 in Deutschland und die Top 20 in Großbritannien.
Von da an arbeiteten sie unter anderem mit dem Produzenten Alex da Kid, der auch schon für Dr. Dre, Eminem und die Imagine Dragons tätig gewesen war, an ihrem ersten Album. Zuerst erschien 2014 noch die EP The Reason. Im folgenden Jahr hatten sie mit der vorab veröffentlichten Single Renegades ihren zweiten großen Hit: Sie erreichte die Top 20 der offiziellen US-Singlecharts und Platz 1 der Alternative-Charts. Außerdem wurde es mit Platin für eine Million Verkäufe ausgezeichnet. Das Debütalbum VHS erreichte kurz darauf Platz 7 der Billboard 200.

## Diskografie

### Studioalben
| Jahr | Titel              | Höchstplatzierung, Gesamtwochen, AuszeichnungChartplatzierungen (Jahr, Titel, Platzierungen, Wochen, Auszeichnungen, Anmerkungen) | Höchstplatzierung, Gesamtwochen, AuszeichnungChartplatzierungen (Jahr, Titel, Platzierungen, Wochen, Auszeichnungen, Anmerkungen) | Höchstplatzierung, Gesamtwochen, AuszeichnungChartplatzierungen (Jahr, Titel, Platzierungen, Wochen, Auszeichnungen, Anmerkungen) | Anmerkungen                              |
| Jahr | Titel              | DE | UK | US | Anmerkungen                              |
| ---- | ------------------ | --- | --- | --- | ---------------------------------------- |
| 2015 | VHS                | DE56 (1 Wo.)DE | UK41 (1 Wo.)UK | US7 Platin · (84 Wo.)US | Erstveröffentlichung: 30. Juni 2015      |
| 2019 | Orion              | — | — | US125 (1 Wo.)US | Erstveröffentlichung: 14. Juni 2019      |
| 2021 | The Beautiful Liar | — | — | — | Erstveröffentlichung: 24. September 2021 |

### EPs
- 2009: Ambassadors
- 2013: Love Songs Drug Songs
- 2014: The Reason
- 2020: Belong

### Singles als Leadmusiker
| Jahr | Titel Album             | Höchstplatzierung, Gesamtwochen, AuszeichnungChartplatzierungen (Jahr, Titel, Album, Platzierungen, Wochen, Auszeichnungen, Anmerkungen) | Höchstplatzierung, Gesamtwochen, AuszeichnungChartplatzierungen (Jahr, Titel, Album, Platzierungen, Wochen, Auszeichnungen, Anmerkungen) | Höchstplatzierung, Gesamtwochen, AuszeichnungChartplatzierungen (Jahr, Titel, Album, Platzierungen, Wochen, Auszeichnungen, Anmerkungen) | Höchstplatzierung, Gesamtwochen, AuszeichnungChartplatzierungen (Jahr, Titel, Album, Platzierungen, Wochen, Auszeichnungen, Anmerkungen) | Höchstplatzierung, Gesamtwochen, AuszeichnungChartplatzierungen (Jahr, Titel, Album, Platzierungen, Wochen, Auszeichnungen, Anmerkungen) | Anmerkungen                                                                |
| Jahr | Titel Album             | DE | AT | CH | UK | US | Anmerkungen                                                                |
| ---- | ----------------------- | --- | --- | --- | --- | --- | -------------------------------------------------------------------------- |
| 2014 | Jungle VHS • The Reason | DE44 (5 Wo.)DE | — | — | UK18 Silber · (3 Wo.)UK | US87 Platin · (2 Wo.)US | Erstveröffentlichung: 25. April 2014 mit Jamie N Commons                   |
| 2015 | Renegades VHS           | DE10 Platin · (29 Wo.)DE | AT25 (35 Wo.)AT | CH2 (32 Wo.)CH | UK38 Platin · (6 Wo.)UK | US17 ×4Vierfachplatin · (35 Wo.)US | Erstveröffentlichung: 3. März 2015                                         |
| 2015 | Unsteady VHS            | DE— a GoldDE | — | CH77 (1 Wo.)CH | UK— PlatinUK | US20 ×5Fünffachplatin · (34 Wo.)US | Erstveröffentlichung: 13. November 2015                                    |
| 2017 | Home Bright: The Album  | DE27 (19 Wo.)DE | AT32 (16 Wo.)AT | CH39 (21 Wo.)CH | UK64 Gold · (5 Wo.)UK | US90 Platin · (5 Wo.)US | Erstveröffentlichung: 17. November 2017 mit Machine Gun Kelly & Bebe Rexha |

Weitere Singles
- 2009: Tropisms
- 2012: Unconsolable
- 2015: American Oxygen
- 2015: Fear (feat. Imagine Dragons)
- 2016: Collider (mit Tom Morello)
- 2017: Hoping
- 2017: Torches
- 2017: The Devil You Know
- 2017: Ahead of Myself
- 2018: Joyful
- 2018: Don’t Stay
- 2019: Boom (US: Gold)
- 2019: Hey Child
- 2019: Hold You Down
- 2019: Optimistic
- 2020: Everything Sounds Like a Love Song

### Singles als Gastmusiker
| Jahr | Titel Album                              | Höchstplatzierung, Gesamtwochen, AuszeichnungChartplatzierungen (Jahr, Titel, Album, Platzierungen, Wochen, Auszeichnungen, Anmerkungen) | Höchstplatzierung, Gesamtwochen, AuszeichnungChartplatzierungen (Jahr, Titel, Album, Platzierungen, Wochen, Auszeichnungen, Anmerkungen) | Höchstplatzierung, Gesamtwochen, AuszeichnungChartplatzierungen (Jahr, Titel, Album, Platzierungen, Wochen, Auszeichnungen, Anmerkungen) | Höchstplatzierung, Gesamtwochen, AuszeichnungChartplatzierungen (Jahr, Titel, Album, Platzierungen, Wochen, Auszeichnungen, Anmerkungen) | Höchstplatzierung, Gesamtwochen, AuszeichnungChartplatzierungen (Jahr, Titel, Album, Platzierungen, Wochen, Auszeichnungen, Anmerkungen) | Anmerkungen |
| Jahr | Titel Album                              | DE | AT | CH | UK | US | Anmerkungen |
| --- | ---------------------------------------- | --- | --- | --- | --- | --- | --- |
| 2016 | Sucker for Pain Suicide Squad: The Album | DE8 Platin · (29 Wo.)DE | AT6 (26 Wo.)AT | CH16 Gold · (22 Wo.)CH | UK11 ×2Doppelplatin · (22 Wo.)UK | US15 ×3Dreifachplatin · (22 Wo.)US | Erstveröffentlichung: 24. Juni 2016 Lil Wayne, Wiz Khalifa & Imagine Dragons feat. Logic, Ty Dolla $ign & X Ambassadors |
| 2021 | Undeniable –                             | DE— bDE | — | CH55 (1 Wo.)CH | — | — | Erstveröffentlichung: 15. Oktober 2021 Kygo feat. X Ambassadors                                                         |
| 2022 | Back to You All Stand Together           | DE32 Gold · (23 Wo.)DE | AT42 Platin · (16 Wo.)AT | CH32 Platin · (30 Wo.)CH | — | — | Erstveröffentlichung: 9. Dezember 2022 Lost Frequencies feat. Elley Duhé & X Ambassadors                                |
| Folgende Lieder erschienen nicht als Single, wurden aber durch das Album zum Download und Streaming bereitgestellt und konnten somit eine Platzierung erlangen: |                                          | | | | | | |
| |                                          | | | | | | |
| 2017 | Bad Husband Revival                      | DE69 (1 Wo.)DE | — | — | — | — | Eminem feat. X Ambassadors                                                                                              |

Weitere Gastbeiträge
- 2013: Comfortable (The Knocks feat. X Ambassadors)
- 2013: Love of a Life (Keljet feat. X Ambassadors)
- 2015: Cannonball (Skylar Grey feat. X Ambassadors)
- 2016: Heat (The Knocks feat. Sam Nelson Harris)
- 2016: Not Easy (Alex da Kid feat. X Ambassadors, Elle King & Wiz Khalifa)
- 2019: In Your Arms (Illenium feat. X Ambassadors, US: Gold)

## Auszeichnungen für Musikverkäufe
| Goldene Schallplatte - Australien - 2019: für die Single Jungle - Belgien - 2016: für die Single Sucker for Pain - 2016: für die Single Renegades - Brasilien - 2024: für die Single Renegades - Dänemark - 2020: für die Single Unsteady - 2021: für die Single Renegades - 2022: für die Single Home - Frankreich - 2024: für die Single Back to You - Italien - 2018: für die Single Unsteady - Neuseeland - 2021: für das Album VHS - Polen - 2018: für das Album VHS - 2023: für die Single Home | Platin-Schallplatte - Australien - 2016: für die Single Sucker for Pain - 2019: für die Single Renegades - 2019: für die Single Unsteady - Dänemark - 2018: für die Single Sucker for Pain - Frankreich - 2017: für die Single Sucker for Pain - 2020: für die Single Renegades - Kanada - 2019: für das Album VHS 2.0 - 2020: für die Single Jungle - Polen - 2024: für die Single Back to You - Portugal - 2019: für die Single Sucker for Pain - Schweden - 2016: für die Single Renegades - Spanien - 2024: für die Single Renegades - 2024: für die Single Sucker for Pain - Ungarn - 2023: für die Single Back to You | 2× Platin-Schallplatte - Italien - 2018: für die Single Sucker for Pain - Kanada - 2020: für das Album VHS - Neuseeland - 2022: für die Single Unsteady - 2023: für die Single Home - 2024: für die Single Renegades - Polen - 2023: für die Single Sucker for Pain 3× Platin-Schallplatte - Neuseeland - 2022: für die Single Sucker for Pain - Norwegen - 2020: für die Single Home - Polen - 2018: für die Single Renegades 4× Platin-Schallplatte - Italien - 2019: für die Single Renegades 5× Platin-Schallplatte - Kanada - 2019: für die Single Unsteady 7× Platin-Schallplatte - Kanada - 2019: für die Single Renegades |

Anmerkung: Auszeichnungen in Ländern aus den Charttabellen bzw. Chartboxen sind in ebendiesen zu finden.
| Land/RegionAuszeichnungen für Musikverkäufe (Land/Region, Auszeichnungen, Verkäufe, Quellen) | Silber  | Gold       | Platin       | Verkäufe   | Quellen              |
| -------------------------------------------------------------------------------------------- | ------- | ---------- | ------------ | ---------- | -------------------- |
| Australien (ARIA)                                                                            | —       | Gold1      | 3× Platin3   | 245.000    | aria.com.au          |
| Belgien (BRMA)                                                                               | —       | 2× Gold2   | —            | 30.000     | ultratop.be          |
| Brasilien (PMB)                                                                              | —       | Gold1      | —            | 30.000     | pro-musicabr.org.br  |
| Dänemark (IFPI)                                                                              | —       | 3× Gold3   | Platin1      | 225.000    | ifpi.dk              |
| Deutschland (BVMI)                                                                           | —       | 2× Gold2   | 2× Platin2   | 1.300.000  | musikindustrie.de    |
| Frankreich (SNEP)                                                                            | —       | Gold1      | 2× Platin2   | 433.333    | snepmusique.com      |
| Italien (FIMI)                                                                               | —       | Gold1      | 6× Platin6   | 325.000    | fimi.it              |
| Kanada (MC)                                                                                  | —       | —          | 16× Platin16 | 1.280.000  | musiccanada.com      |
| Neuseeland (RMNZ)                                                                            | —       | Gold1      | 9× Platin9   | 277.500    | radioscope.co.nz NZ2 |
| Norwegen (IFPI)                                                                              | —       | —          | 3× Platin3   | 180.000    | ifpi.no              |
| Österreich (IFPI)                                                                            | —       | —          | Platin1      | 30.000     | ifpi.at              |
| Polen (ZPAV)                                                                                 | —       | 2× Gold2   | 6× Platin6   | 245.000    | olis.pl              |
| Portugal (AFP)                                                                               | —       | —          | Platin1      | 10.000     | Einzelnachweise      |
| Schweden (IFPI)                                                                              | —       | —          | Platin1      | 40.000     | sverigetopplistan.se |
| Schweiz (IFPI)                                                                               | —       | Gold1      | Platin1      | 35.000     | hitparade.ch         |
| Spanien (Promusicae)                                                                         | —       | —          | 2× Platin2   | 120.000    | elportaldemusica.es  |
| Ungarn (MAHASZ)                                                                              | —       | —          | Platin1      | 4.000      | slagerlistak.hu      |
| Vereinigte Staaten (RIAA)                                                                    | —       | 2× Gold2   | 15× Platin15 | 16.000.000 | riaa.com             |
| Vereinigtes Königreich (BPI)                                                                 | Silber1 | Gold1      | 4× Platin4   | 3.000.000  | bpi.co.uk            |
| Insgesamt                                                                                    | Silber1 | 18× Gold18 | 74× Platin74 |            |                      |